# Ndeye Astou Sarr
Pour les articles homonymes, voir Sarr.
Ndeye Astou Sarr est une joueuse sénégalaise de basket-ball.

## Carrière
Ndeye Astou Sarr évolue en équipe du Sénégal dans les années 1970 et 1980 et remporte notamment le Championnat d'Afrique féminin de basket-ball 1981. Elle participe aussi au Championnat du monde féminin de basket-ball 1979, terminant à la 12e place.